# 프린스 오브 주틀랜드
프린스 오브 주틀랜드(Prince of Jutland)는 독일에서 제작된 가브리엘 엑셀 감독의 1994년 모험, 드라마 영화이다. 크리스찬 베일 등이 주연으로 출연하였고 키스 카산더 등이 제작에 참여하였다.

## 출연

### 주연
- 크리스찬 베일
- 가브리엘 번
- 케이트 베킨세일
- 헬렌 미렌

### 조연
- 브라이언 콕스
- 스티브 워딩튼
- 토니 헤이가스
- 프레디 존스
- 톰 윌킨슨
- 앤디 서키스
- 이완 브렘너
- 리처드 뎀시
- 데이빗 바테손
- 필립 램
- 마크 윌리암스
- 브라이언 글로버
- 사스키아 위컴
- 앤디 서키스
- 제스 인거슬레브
- 이안 번즈
- 아스타 엡페르 하겐 앤더센
- 올리버 폭스

## 제작진
- 원작자: 삭소 그라마티쿠스